# Poecilotheria pederseni
Poecilotheria pederseni é uma espécie de aranha pertencente à família Theraphosidae (tarântulas).